# Solução de lactato de sódio
Solução de lactato de sódio ou solução de Ringer é uma mistura de cloreto de sódio, lactato de sódio, cloreto de potássio e cloreto de cálcio em água. Ela é usada para substituir fluidos e eletrólitos em pessoas que têm baixo volume de sangue ou pressão arterial baixa. Ela também pode ser usada para tratar a acidose metabólica em casos que não seja causada pela acidose láctica ou pela lavagem do olho a seguir a uma queimadura química. É dada por injecção em uma veia ou aplicado na área afectada.
Efeitos secundários incluem reacções alérgicas, hipercaliemia, sobrecarga de volume, e hipercalcemia. Ela pode não ser adequada para ser misturada com certos medicamentos e alguns especialistas não recomendam o seu uso na mesma infusão como uma transfusão de sangue. Esta solução tem uma menor taxa de acidose em comparação com solução salina normal. O uso é geralmente seguro na gravidez e amamentação. A solução faz parte da família de medicação cristalóide. Tem a mesma tonicidade que o sangue.
A solução foi inventada em 1880, com lactato sendo adicionado na década de 1930. Faz parte da Lista de Medicamentos Essenciais da Organização Mundial de Saúde, uma lista dos mais eficazes e seguros medicamentos que são necessários em um sistema de saúde. Está disponível como um medicamento genérico. O custo no mundo em desenvolvimento é de cerca de 0,60 a 2,30 USD por litro. Para as pessoas com má função hepática, acetado de Ringer pode ser uma alternativa melhor com o lactato substituído por acetato. Na Escandinávia o acetato de Ringer é normalmente usado.